# Matthew Parr
Mathew Parr (né le 1er mars 1990 à Newcastle upon Tyne en Angleterre), est un patineur artistique britannique. Il est quadruple champion de Grande-Bretagne (2009, 2010, 2013 et 2014).

## Biographie

### Carrière sportive
Mathew Parr remporte le titre national junior en 2004 avant de conquérir quatre titres senior (2009, 2010, 2013 et 2014). Pour le titre 2011, il est battu par son compatriote David Richardson, et a déclaré forfait lors des championnats 2012.
Sur le plan international, il participe à deux championnats d'Europe (2010 et 2014) et un championnat du monde (2010). Il n'a jamais réussi à se qualifier pour des Jeux olympiques d'hiver, ni ceux de 2010 à Vancouver, ni ceux de 2014 à Sotchi. Il participe néanmoins à ces derniers pour l'épreuve par équipes, une nouvelle épreuve olympique inaugurée pour ces jeux en Russie.

## Palmarès
| Compétition                     | 2007 | 2008 | 2009 | 2010 | 2011 | 2012 | 2013 | 2014 |
| Jeux olympiques d'hiver         |      |      |      |      |      |      |      |      |
| Championnats du monde           |      |      |      | 30e  |      |      |      |      |
| Championnats d’Europe           |      |      |      | 27e  |      |      | F    | 27e  |
| Championnats de Grande-Bretagne | 4e   | F    | 1er  | 1er  | 2e   | F    | 1er  | 1er  |
| Championnats du monde juniors   |      |      | 29e  |      |      |      |      |      |
| Légende : F = Forfait           |      |      |      |      |      |      |      |      |